# Tspan-27
Tspan-27 (synonym CD82) ist ein Oberflächenprotein aus der Gruppe der Tetraspanine und ein Tumorsuppressor.

## Eigenschaften
Tspan-27 wird von Lymphozyten gebildet. Es dient der Sortierung von Membranproteinen durch Strukturierung von Bereichen der Zellmembran. Es mindert die Metastasierung und Progression von Tumoren. Die Hemmung der Metastasierung erfolgt durch eine Hemmung der Motilität, durch eine Förderung der Zellpolarität und durch eine Einleitung der Zellseneszenz und Apoptose als Reaktion auf bestimmte extrazelluläre Signalmoleküle. Tspan-27 reguliert die Zusammensetzung von Mikrodomänen und die Oberfläche in der Zellmembran. Es ist glykosyliert. Tspan-27 bindet an CD19, CD63 und CD234.